# 吉久停留場
吉久停留場（よしひさていりゅうじょう）は、富山県高岡市吉久にある万葉線の停留場。

## 歴史
- 1951年（昭和26年）4月1日：富山地方鉄道の米島口 - 新湊（現・六渡寺）間の開業により中間駅として開設。
- 1959年（昭和34年）4月1日：事業譲渡により、加越能鉄道の駅となる。
- 2002年（平成14年）4月1日：事業譲渡により、万葉線の駅となる。

## 停留場構造
相対式ホーム2面1線の地上駅。2本のホームが1本の線路を挟み込む構造で、のりばは路面に白線でペイントされただけの簡易なものである。上屋はない。ホームの道路脇に待合室がある。

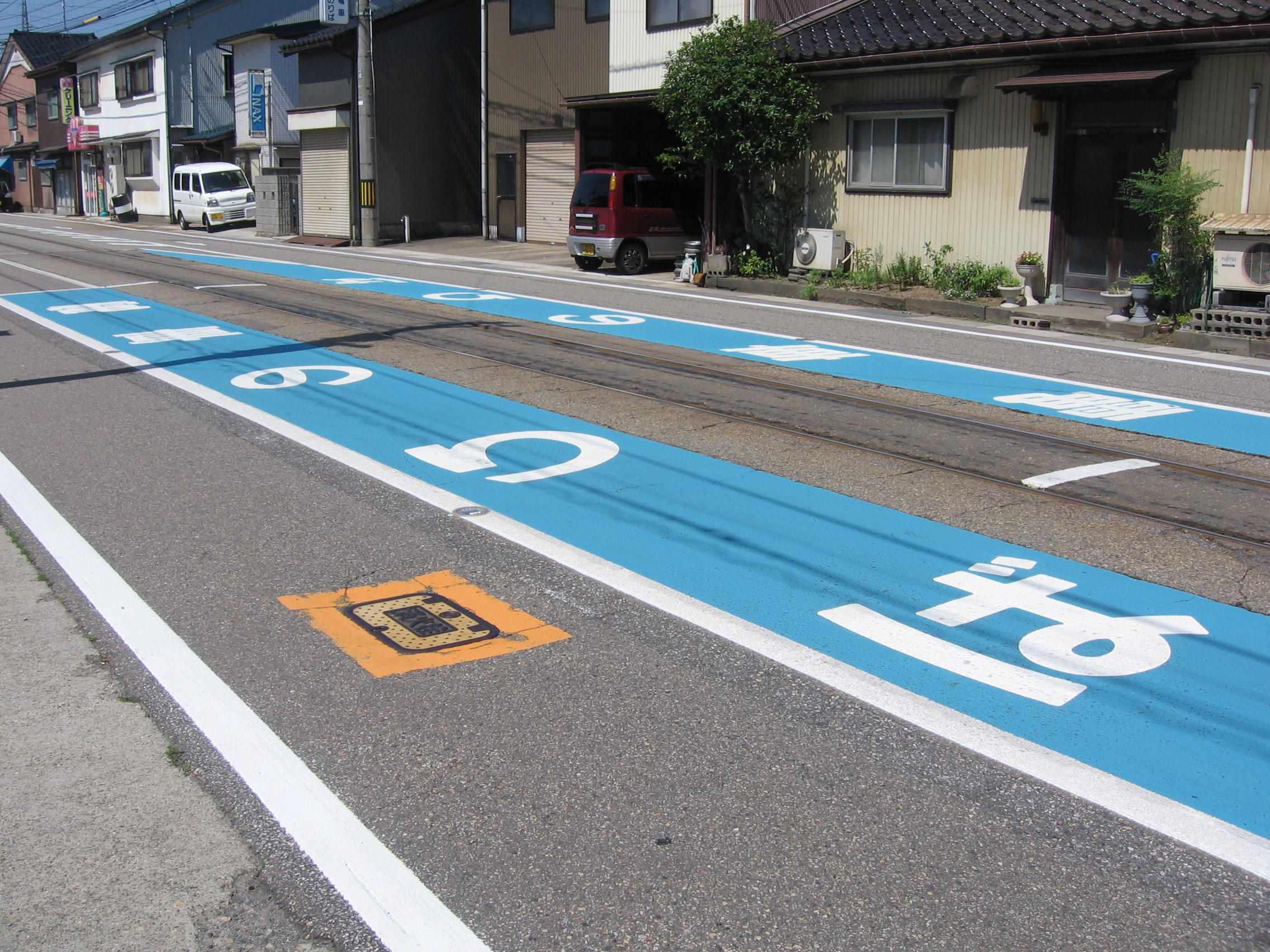
のりば（2008年7月）

## 停留場周辺
- JR貨物高岡貨物駅
- 荻布倉庫吉久加工センター
- 氷見伏木信用金庫吉久支店

## 隣の停留場
万葉線
■万葉線（高岡軌道線）
新吉久停留場 - 吉久停留場 - 中伏木停留場